# Barapasaurus
Barapasaurus tagorei
Genre
Espèce
Barapasaurus est un genre fossile de dinosaures sauropodes basaux du clade des eusauropodes. Autrefois, il était également rattaché à la famille des Vulcanodontidae aujourd'hui considérée comme paraphylétique.
Une seule espèce est rattachée au genre, Barapasaurus tagorei, décrite en 1975 par Sohan Lal Jain (d) et son équipe, description reprise en 1979.

## Étymologie
Le nom de genre Barapasaurus est composé des mots de plusieurs langues indiennes : « bara », « grand » et « pa », « jambe » ; associé au grec ancien « saûros » qui signifie « lézard » pour donner « lézard à grandes jambes ». Le nom d'espèce tagorei signifie « de Tagore », il rend hommage au poète, écrivain, musicien et peintre bengali du début du XXe siècle Rabindranath Tagore.

## Découverte
Un premier squelette incomplet a été découvert en Inde en 1960. La description formelle du genre et de la seule espèce connue (Barapasaurus tagorei) date de 1975. Depuis lors, cinq autres squelettes ont été découverts dans la vallée de Godavari (sud de l'Inde). Aucun ne comprenait de crâne ni de pied, et de toute la tête seules quelques dents ont été étudiées.

## Mode de vie
Ce dinosaure herbivore vivait pendant l'étage géologique du Toarcien appartenant à la période du Jurassique, il y a environ entre 183 à 174 millions d'années. À cette époque, l'Inde était encore reliée à l'Afrique ou venait de s'en séparer, d'où la présence de fossiles de dinosaures présentant de nombreuses caractéristiques communes en Afrique de l'Est.

## Description
En tant que sauropode primitif, ce dinosaure était peu spécialisé. Ses successeurs ont ensuite connu une adaptation à leur niche écologique et ont développé des caractéristiques particulières et des spécificités dont Barapasaurus est exempt. La longueur des spécimens adultes a été estimée à 18 mètres, pour une hauteur de hanche de 5,50 mètres et une masse de 48 tonnes.

## Systématique
Le nom valide complet (avec auteur) de ce taxon est Barapasaurus Jain (d), Kutty (d), Roy-Chowdhury (d) & Chatterjee, 1975.
Barapasaurus a pour synonyme :
- Baraposaurus Jain et al., 1975

### Publication originale
(en) S. L. Jain, T. S. Kutty, T. Roy-Chowdhury et S. Chatterjee, « The Sauropod Dinosaur from the Lower Jurassic Kota Formation of India », Proceedings of the Royal Society B, vol. 188, no 1091,‎ 18 février 1975, p. 221–228 (ISSN 1471-2954, DOI 10.1098/rspb.1975.0014, lire en ligne, consulté le 13 octobre 2012)